# (33598) Christineliu
1999 JA50 (asteroide 33598) é um asteroide da cintura principal. Possui uma excentricidade de 0.15025960 e uma inclinação de 5.63188º.
Este asteroide foi descoberto no dia 10 de maio de 1999 por LINEAR em Socorro.